# Mary Nzimiro
Mary Nzimiro, MBE, (Geburtsname Mary Nwametu Onumonu, geb. 16. Oktober 1898 in Oguta, Imo, Britische Kolonie Nigeria; gest. 16. Januar 1993 in Oguta, Imo, Nigeria) war eine bahnbrechende nigerianische Geschäftsfrau, Politikerin und Frauenrechtsaktivistin.

## Kindheit und Ausbildung
Mary Nwametu Onumonus Eltern waren der Igbo-Häuptling und koloniale Oberbefehlshaber Onumonu Uzoaru und die erfolgreiche Händlerin von Palmenprodukten Ruth Onumonu. Als erstes von sechs Kindern besuchte sie die Sacred Heart School in Oguta und anschließend die Convent School in Asaba, wo sie 1920 ihren Abschluss machte. Kurze Zeit später heiratete sie Richard Okwosha Nzimiro, der als Angestellter für das Handelsunternehmen United Africa Company (UAC) arbeitete.

## Karriere
Das Paar zog in die Kleinstadt Illah, 25 km nördlich der Landeshauptstadt Asaba, als ihr Mann dorthin versetzt wurde. Nzimiro hatte das Geschäft ihrer Mutter erlernt. Sie handelte mit Salz und Palmöl auf den Märkten von Nkwo und Eke. Das Paar zog später nach Onitsha und dann nach Opobo. Letztendlich ließen sie sich Mitte der 1940er Jahre in Port Harcourt nieder. Ihr Mann gab seinen Schreibtischjob auf, um Mary Nzimiro in ihrem Geschäft zu unterstützen. In der wirtschaftlich aufstrebenden Stadt konnte sie mit Textilien, Schießpulver und Kosmetika handeln. Dank ihres Geschäftssinns und ihres Rufs als vertrauenswürdige Geschäftsfrau wurde sie 1948 zur Hauptvertreterin der UAC für die Ostregion Nigerias ernannt. In dieser Funktion verkaufte sie große Warensendungen an Groß- und Einzelhändler in Nigeria, Ghana und Sierra Leone. Außerdem eröffnete sie ihre eigenen Textil- und Kosmetikgeschäfte in Port Harcourt, Aba und Owerri.
Die UAC-Direktoren organisierten für sie mehrere Geschäftsreisen nach London, Manchester und Glasgow in Großbritannien, dem Mutterland der Kolonie Nigeria. Außerdem eröffnete sie zwei Tankstellen, eine mit Agip in Port Harcourt, die andere mit Total in Lagos. Mary Nzimiro wurde zu einer der reichsten Personen in Westafrika und besaß mehrere Immobilien in Port Harcourt, darunter ihr eigenes Haus in der exklusiven Bernard Carr Street. Sie war in der Lage, Stipendien für Studenten zu vergeben und half vielen ihrer weiblichen Auszubildenden, selbst ins Geschäft einzusteigen. Gemeinsam mit ihrem Mann eröffnete sie 1945 eine Schule in Oguta, die später den Namen Priscilla Memorial Grammar School erhielt, zu Erinnerung an ihre Tochter Priscilla Nzimiro, die kurz nach ihrem Medizinstudium an der Universität Glasgow starb. Nach dem Tod ihres Mannes 1959 gründete sie 1966 die Nzimiro Memorial Girls Secondary School.
Auf politischer Ebene war sie Mitglied des einflussreichen National Council of Nigeria and the Cameroons und wurde 1957 Mitglied des Exekutivausschusses und 1962 Vizepräsidentin der NCNC Eastern Women’s Association. Während des nigerianischen Bürgerkriegs (1967–1970) organisierte sie Igbo-Frauen zur Unterstützung der Biafraner. Infolgedessen verlor sie den Großteil ihres Besitzes in Port Harcourt und kehrte in ihre Heimatstadt Oguta zurück, wo sie am 16. Januar 1993 im Alter von 95 Jahren starb.